# Nathan Aspinall
Nathan Aspinall (* 15. Juli 1991 in Stockport) ist ein englischer Dartspieler der Professional Darts Corporation (PDC). Sein Spitzname lautet The Asp, was sich im Englischen auf mehrere Schlangenarten bezieht. Unter deutschen Kommentatoren ist die nicht exakte Übersetzung Die Natter geläufig.

## Karriere
Aspinall versuchte sich ab 2012 über die Development Tour und die Q-School für die PDC Pro Tour zu qualifizieren, was ihm 2015 erstmals gelang, womit er für 2016 und 2017 qualifiziert war. Bei der PDC World Youth Championship 2015 unterlag er im Finale knapp mit 5:6 Max Hopp, nachdem er einen Matchdart vergeben hatte.
Am 5. September 2018 gewann Aspinall mit dem 18. Turnier der Players Championships in Barnsley erstmals ein Turnier auf der PDC Pro Tour. Über die PDC Pro Tour Order of Merit qualifizierte sich Aspinall im selben Jahr erstmals für eine Weltmeisterschaft. Dort besiegte er in der 2. Runde den Sechsten der Weltrangliste, Gerwyn Price. Nach weiteren Siegen über Kyle Anderson, Devon Petersen und Brendan Dolan stand Aspinall im Halbfinale, wo er trotz eines Durchschnitts von über 100 Punkten pro Aufnahme Michael Smith unterlag.
Bei den UK Open 2019 schlug er unter anderem Gerwyn Price und zog in sein erstes Major-Finale ein, wo er sich überraschend mit 11:5 gegen den damaligen Weltranglistenzweiten Rob Cross durchsetzte. Hierdurch erhielt er auch eine Einladung für das US Darts Masters 2019, das er prompt ebenfalls gewann.
Bei der PDC World Darts Championship 2020 gelangte er nach Siegen über Danny Baggish, Krzysztof Ratajski, den zweifachen Weltmeister Gary Anderson und Dimitri Van den Bergh bis ins Halbfinale, in dem er gegen den Weltranglistenersten Michael van Gerwen ausschied. Nach der Weltmeisterschaft wurde Aspinall für die Premier League Darts 2020 nominiert. Er schaffte es ins Finale, in dem er Glen Durrant unterlag. Außerdem konnte er sein zweites und drittes Turnier auf der PDC Pro Tour gewinnen.
Die Weltmeisterschaft 2021 verlief enttäuschend für ihn, da er bereits in der dritten Runde gegen Vincent van der Voort ausschied. Die Premier League Darts 2021 schloss er nach 16 Spieltagen auf Platz drei ab und qualifizierte sich somit für die Play-offs. Er schied jedoch im Halbfinale durch eine 9:10-Niederlage gegen José de Sousa aus. Bei den Players Championships 2021 spielte er beim Players Championship 9 gegen Andy Boulton und beim Players Championship 24 gegen Keegan Brown einen Neun-Darter.
Bei der Weltmeisterschaft 2022 war Aspinall von einer Verletzung am Wurfarm behindert, die ihn sichtlich hinderte sein bestes Niveau zu zeigen. Schon in der 2. Runde schied er nach schwacher Leistung gegen Callan Rydz aus. Im Laufe des Jahres konnte Aspinall aber noch durch zwei Siege bei Players Championships Erfolge vorweisen. Beim World Grand Prix spielte er sich zudem bis ins Finale vor. Dort geriet er zunächst mit 0:4 in Rückstand, kämpfte sich aber noch einmal bis auf 3:4 heran, ehe Michael van Gerwen den nächsten Satz und das Turnier für sich entschied. Auch beim Grand Slam of Darts 2022 wahrte Aspinall mit einer guten Leistung auf und zog nach Siegen über Peter Wright und Luke Humphries ins Finale ein. Hier verlor er jedoch deutlich gegen Michael Smith.
Bei der Weltmeisterschaft 2023 setzte sich Aspinall zunächst gegen den Kroaten Boris Krčmar durch und unterlag anschließend dem formstarken Josh Rock. Bei der Premier League schloss er auf Platz 5 ab. Es hatte nur ein Sieg zum Einzug in die Play-offs gefehlt. Beim World Matchplay 2023 konnte Aspinall sein zweites Major-Turnier gewinnen, indem er sich im Finale mit 18:6 gegen Jonny Clayton durchsetzte. Im September ließ er ein Finale bei den World Series Finals folgen, das er gegen Michael van Gerwen verlor.
Sich noch im Formtief befindend trat Aspinall bei der Weltmeisterschaft 2024 an. Nach einem uninspirierten Auftritt und einer 0:3-Niederlage gegen Ricky Evans war dieses Unterfangen jedoch schnell beendet. Für die Premier League wurde er wieder nominiert und beendete diese auch wieder auf dem 5. Platz.

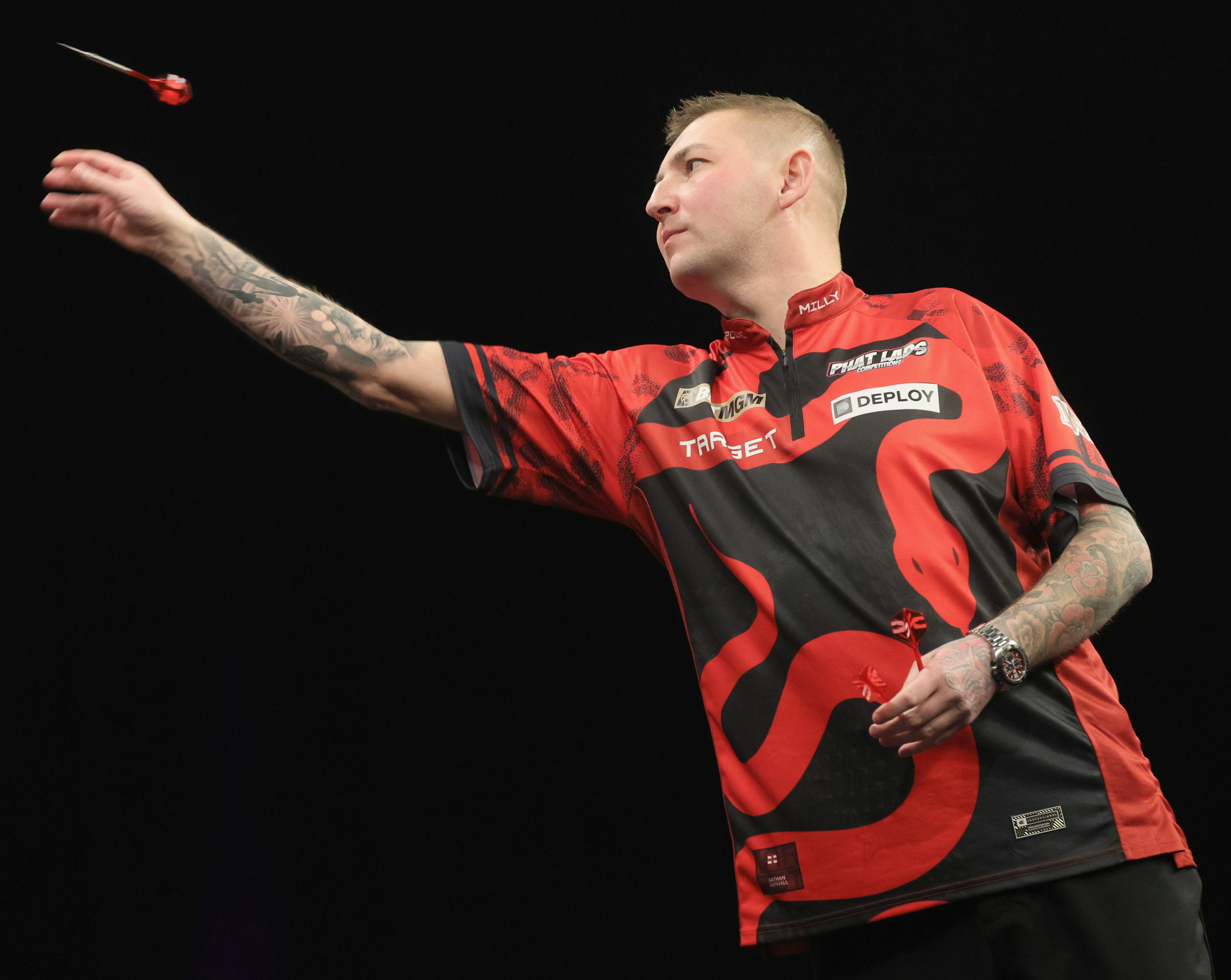
Aspinall bei der Premier League Darts 2025 in Berlin

Im März 2025 gewann Aspinall mit der European Darts Trophy seinen ersten Titel auf der European Tour. Im Turnierverlauf besiegte er Ritchie Edhouse, Jermaine Wattimena, Luke Humphries, Gary Anderson und schließlich im Finale Ryan Joyce. Mit dem Titelgewinn ist er nach Humphries der zweite Spieler, der Turniere der Challenge Tour, Development Tour, Home Tour, World Series, Players Championships, European Tour sowie Major-Turniere gewinnen konnte. Anfang Juni 2025 gewann er mit der European Darts Open seinen zweiten Titel auf der European Tour.

## Weltmeisterschaftsresultate

### PDC
- 2019: Halbfinale (3:6-Niederlage gegen  Michael Smith)
- 2020: Halbfinale (3:6-Niederlage gegen  Michael van Gerwen)
- 2021: 3. Runde (2:4-Niederlage gegen  Vincent van der Voort)
- 2022: 3. Runde (0:4-Niederlage gegen  Callan Rydz)
- 2023: 3. Runde (3:4-Niederlage gegen  Josh Rock)
- 2024: 2. Runde (0:3-Niederlage gegen  Ricky Evans)
- 2025: Viertelfinale (2:5-Niederlage gegen  Luke Littler)

## Turnierergebnisse
| Turnier                                    | 2013               | 2014               | 2015                           | 2016                           | 2017                           | 2018                           | 2019                           | 2020                           | 2021                           | 2022                           | 2023                           | 2024                           | 2025                           |
| ------------------------------------------ | ------------------ | ------------------ | ------------------------------ | ------------------------------ | ------------------------------ | ------------------------------ | ------------------------------ | ------------------------------ | ------------------------------ | ------------------------------ | ------------------------------ | ------------------------------ | ------------------------------ |
| BDO-Major-Turniere                         |                    |                    |                                |                                |                                |                                |                                |                                |                                |                                |                                |                                |                                |
| World Masters                              | 1R                 | nicht teilgenommen | nicht teilgenommen             | nicht teilgenommen             | nicht teilgenommen             | nicht teilgenommen             | nicht teilgenommen             | Verband insolvent              | Verband insolvent              | Verband insolvent              | Verband insolvent              | Verband insolvent              | Verband insolvent              |
| PDC-Ranking-Turniere                       |                    |                    |                                |                                |                                |                                |                                |                                |                                |                                |                                |                                |                                |
| Weltmeisterschaft                          | nicht qualifiziert | nicht qualifiziert | nicht qualifiziert             | nicht qualifiziert             | nicht qualifiziert             | nicht qualifiziert             | HF                             | HF                             | 3R                             | 3R                             | 3R                             | 2R                             | VF                             |
| World Masters                              | nicht ausgetragen  | nicht ausgetragen  | nicht ausgetragen              | nicht ausgetragen              | nicht ausgetragen              | nicht ausgetragen              | nicht ausgetragen              | nicht ausgetragen              | nicht ausgetragen              | nicht ausgetragen              | nicht ausgetragen              | nicht ausgetragen              | VF                             |
| UK Open                                    | n/q                | n/q                | 4R                             | 3R                             | n/q                            | 3R                             | S                              | 4R                             | 4R                             | 4R                             | VF                             | 5R                             | VF                             |
| World Matchplay                            | nicht qualifiziert | nicht qualifiziert | nicht qualifiziert             | nicht qualifiziert             | nicht qualifiziert             | nicht qualifiziert             | 1R                             | 1R                             | VF                             | VF                             | S                              | AF                             | 1R                             |
| World Grand Prix                           | nicht qualifiziert | nicht qualifiziert | nicht qualifiziert             | nicht qualifiziert             | nicht qualifiziert             | nicht qualifiziert             | VF                             | 1R                             | 1R                             | F                              | 1R                             | AF                             |                                |
| European Championship                      | n/q                | n/q                | n/q                            | n/q                            | 1R                             | n/q                            | AF                             | AF                             | HF                             | 1R                             | AF                             | 1R                             |                                |
| Grand Slam of Darts                        | nicht qualifiziert | nicht qualifiziert | nicht qualifiziert             | GP                             | n/q                            | n/q                            | GP                             | VF                             | n/q                            | F                              | AF                             | n/q                            |                                |
| Players Championship Finals                | nicht qualifiziert | nicht qualifiziert | nicht qualifiziert             | nicht qualifiziert             | nicht qualifiziert             | AF                             | 1R                             | AF                             | AF                             | 1R                             | n/q                            | AF                             |                                |
| PDC-Turniere ohne Einfluss auf das Ranking |                    |                    |                                |                                |                                |                                |                                |                                |                                |                                |                                |                                |                                |
| The Masters                                | nicht qualifiziert | nicht qualifiziert | nicht qualifiziert             | nicht qualifiziert             | nicht qualifiziert             | nicht qualifiziert             | nicht qualifiziert             | HF                             | VF                             | n/t                            | 1R                             | HF                             | n/a                            |
| Premier League Darts                       | nicht eingeladen   | nicht eingeladen   | nicht eingeladen               | nicht eingeladen               | nicht eingeladen               | nicht eingeladen               | nicht eingeladen               | F                              | HF                             | n/t                            | 5.                             | 5.                             | HF                             |
| World Series of Darts Finals               | n/a                | n/a                | nicht qualifiziert             | nicht qualifiziert             | nicht qualifiziert             | nicht qualifiziert             | 1R                             | VF                             | 1R                             | n/q                            | F                              | n/t                            |                                |
| Karrierestatistiken                        |                    |                    |                                |                                |                                |                                |                                |                                |                                |                                |                                |                                |                                |
| Jahresendplatzierung                       | ?                  | –                  | 91                             | 73                             | 86                             | 73                             | 12                             | 6                              | 10                             | 10                             | 6                              | 12                             |                                |
| Verband                                    | BDO                | –                  | Professional Darts Corporation | Professional Darts Corporation | Professional Darts Corporation | Professional Darts Corporation | Professional Darts Corporation | Professional Darts Corporation | Professional Darts Corporation | Professional Darts Corporation | Professional Darts Corporation | Professional Darts Corporation | Professional Darts Corporation |

| Legende zu den Turnierergebnissen | Legende zu den Turnierergebnissen | Legende zu den Turnierergebnissen | Legende zu den Turnierergebnissen | Legende zu den Turnierergebnissen | Legende zu den Turnierergebnissen | Legende zu den Turnierergebnissen | Legende zu den Turnierergebnissen | Legende zu den Turnierergebnissen | Legende zu den Turnierergebnissen |
| --------------------------------- | --------------------------------- | --------------------------------- | --------------------------------- | --------------------------------- | --------------------------------- | --------------------------------- | --------------------------------- | --------------------------------- | --------------------------------- |
| n/t                               | nicht teilgenommen                | n/q                               | nicht qualifiziert                | n/a                               | nicht ausgetragen                 | #R                                | Aus in jeweiliger Runde           | GP                                | Aus in der Gruppenphase           |
| AF                                | Achtelfinalist                    | VF                                | Viertelfinalist                   | HF                                | Halbfinalist                      | F                                 | Turnierfinalist                   | S                                 | Turniersieger                     |

## Titel

### PDC
- Majors
  - UK Open: (1) 2019
  - World Matchplay: (1) 2023
- Pro Tour
  - Players Championships
    - Players Championships 2018: 18
    - Players Championships 2020: 2, 7
    - Players Championships 2022: 13, 22

  - European Darts Tour
    - European Darts Tour 2025: (2) European Darts Trophy, European Darts Open
- World Series of Darts
  - World Series of Darts 2019: (1) US Darts Masters
- Secondary Tour Events
  - PDC Challenge Tour
    - PDC Challenge Tour 2017: 9

  - PDC Development Tour
    - PDC Development Tour 2015: 7
- Weitere
  - 2020: PDC Home Tour